# Волос Микола Петрович
Микола Волос (2 січня 1948, с. Моївка, Чернівецький район, Вінницька область — 23 грудня 2011) — український педагог, викладач, виконувач обов'язків ректора Глухівського педагогічного інституту (із 26 жовтня 1999 по 31 травня 2000).

## Життєпис
Народився 2 січня 1948 в с. Моївка Чернівецького району Вінницької області, у постійній зоні окупації большевицької Московії.
У 1970 році закінчив Ужгородський державний університет за спеціальністю «математика», після чого продовжив здобувати освіту в аспірантурі згаданого вишу.
У 1974 розпочав діяльність у Глухівському педагогічному інституті (нині Глухівський національний педагогічний університет імені Олександра Довженка) на посаді викладача кафедри математики.
Протягом 37-річної викладацької діяльності обіймав посади старшого викладача, доцента, завідувача кафедри математики, заступника декана, декана загальнотехнічного факультету.
У 1982 захистив кандидатську дисертацію на здобуття наукового ступеня кандидата фізико-математичних наук.
Вчене звання доцента присвоєно 1989.
Тоді ж став проректором із навчальної та наукової роботи, згодом – проректор з навчально-методичної роботи.
Із 15 травня 1990 по 27 листопада 1990 виконував обов’язки ректора.
Із 2002 по 2010 – перший проректор.
На цій посаді доклав чимало зусиль для реформування педагогічного інституту в університет.
Під його керівництвом 12 спеціальностей університету отримали ліцензії, 6 із них акредитовано за IV рівнем.
Із 26 жовтня 1999 по 31 травня 2000 знову виконував обов’язки ректора.
Із лютого 2010 – завідувач кафедри математики та методики викладання.
Заслужений працівник освіти України (1999).

### Наукові праці
Автор 30 наукових праць, присвячених проблемам механіки деформованого твердого тіла, зокрема:
- «Вільні коливання нерозрізних пластин із врахуванням деформації поперечного зсуву»;
- «Варіативність завдань прикладного характеру – один із шляхів індивідуалізації навчального процесу з вищої математики»;
- «Стійкість нескінченної багатошарової пластини в надзвуковому потоці газу»;
- «Основні співвідношення і динамічні рівняння спрощеного варіанта геометрично нелінійної теорії трансверсально-ізотропних пластин»

Помер 23 грудня 2011.